# 哈赫嫩卡姆山 (基茨比爾阿爾卑斯山脈)
47°25′27″N 12°21′55″E / 47.42417°N 12.36528°E

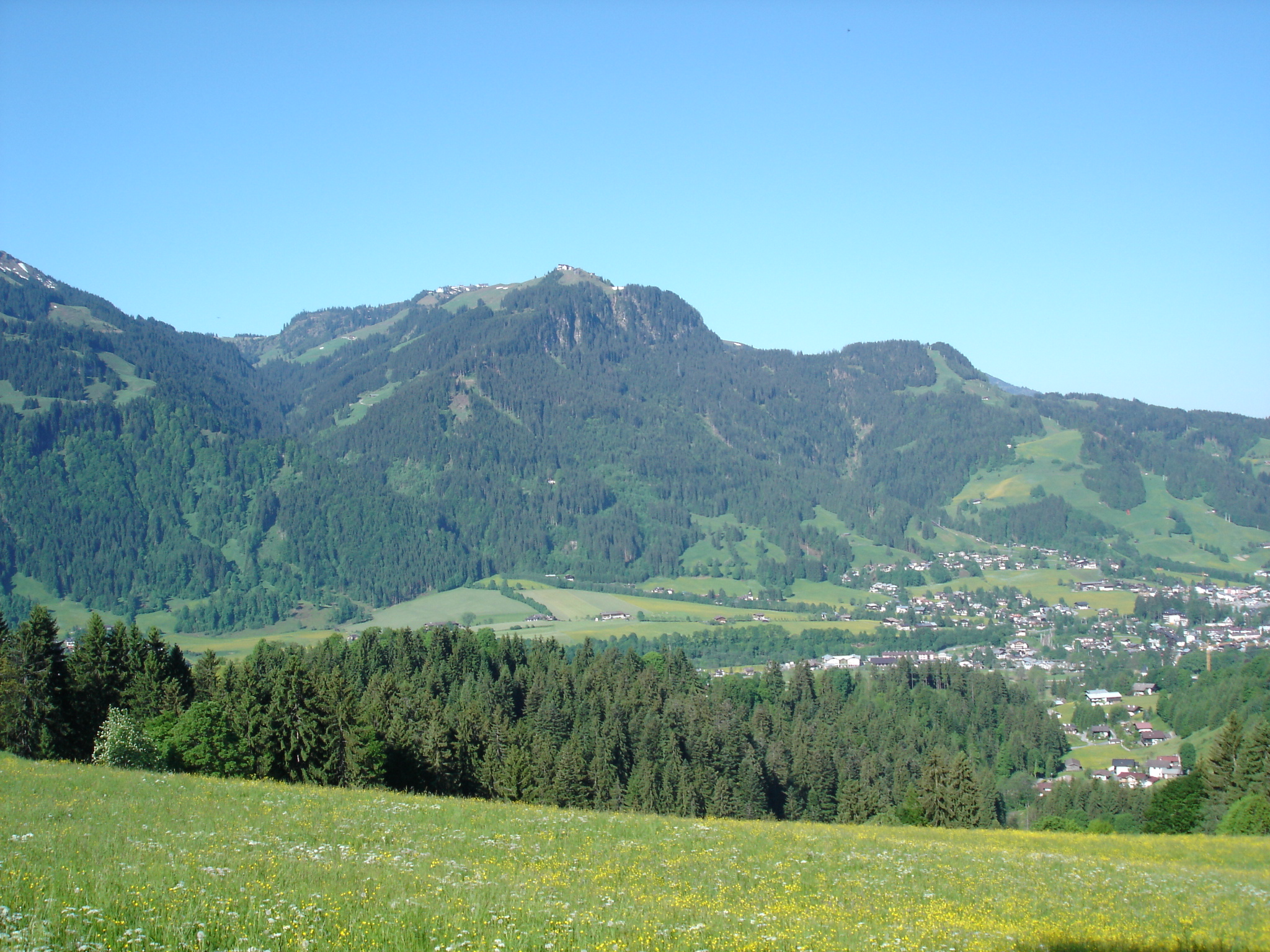

哈赫嫩卡姆山（Hahnenkamm）是奧地利的山峰，位於該國西部，由蒂羅爾州負責管轄，屬於基茨比爾阿爾卑斯山脈的一部分，海拔高度1,712米，每年平均降雨量1,971毫米。